# John Allan
John Allan Arte (Curitiba, Brasil, 22 de febrero de 1993) es un artista marcial mixto brasileño que compite en la división de peso semipesado de Ultimate Fighting Championship.

## Antecedentes
Cuando Allan tenía 14 años, entró en un gimnasio de Muay Thai con el objetivo de perder peso. Alrededor de los 17 años, se pasó al jiu-jitsu. Luego pasó a las MMA y ya no las abandonó. Antes de convertirse en profesional, también jugó al baloncesto amateur, de los 15 a los 19 años.

## Carrera en las artes marciales mixtas

### Carrera temprana
Allan hizo su debut profesional contra Fabiano Rodrigues el 15 de septiembre de 2012, perdiendo su primer combate de MMA por sumisión en menos de un minuto. Pasaría a compilar un récord de 12-4 en la escena regional brasileña.
En el Dana White's Contender Series Brazil 3 el 11 de agosto de 2018, Allan cayó ante el eventual ganador del contrato Vinicius Moreira (9-3 MMA, 0-2 UFC) por sumisión en el segundo asalto a pesar de un primer asalto exitoso que vio a Allan ensangrentar a su compañero brasileño.
En Future FC 6, el 28 de junio de 2019, Allan derrotó al prospecto previamente invicto Alexandre Silva a través de TKO en el segundo asalto en un combate de barnburner.

### Ultimate Fighting Championship
Allan hizo su debut en la UFC contra Mike Rodríguez el 13 de julio de 2019, en UFC Fight Night: de Randamie vs. Ladd. Originalmente ganó el combate por decisión unánime. Sin embargo, Allan dio positivo por la hormona prohibida y el modulador metabólico tamoxifeno, por lo que recibió una suspensión de un año de la USADA, que comenzó el 13 de julio de 2019, y fue multado con $4800 dólares por la Comisión Atlética del Estado de California, que anuló la decisión original a un Sin Resultado.
Allan, como reemplazo de Gerald Meerschaert, estaba programado para enfrentar a Ed Herman el 12 de septiembre de 2020 en UFC Fight Night: Waterson vs. Hill. Allan fue retirado del combate a principios de septiembre al enfrentarse a las restricciones de viaje relacionadas con la pandemia de COVID-19 y fue sustituido por Mike Rodríguez.
Allan se enfrentó a Roman Dolidze en UFC on ESPN: Hermansson vs. Vettori el 5 de diciembre de 2020. Perdió el combate por decisión dividida; sin embargo, 19 de los 19 miembros de los medios de comunicación lo puntuaron con un 30-27 para Dolidze.
Se esperaba que Allan se enfrentara a Aleksa Camur el 6 de noviembre de 2021 en UFC 268. Sin embargo, Camur se retiró del combate citando una lesión no revelada y fue reemplazado por Dustin Jacoby. Perdió el combate por decisión unánime.

## Campeonatos y logros

### Artes marciales mixtas
- ShowFight
  - Campeonato del Torneo LHW (una vez)

## Récord en artes marciales mixtas
| Resultado     | Récord   | Oponente                     | Método                                    | Evento                                        | Fecha                    | Ronda | Tiempo | Localización           | Notas |
| ------------- | -------- | ---------------------------- | ----------------------------------------- | --------------------------------------------- | ------------------------ | ----- | ------ | ---------------------- | --- |
| Derrota       | 13-7 (1) | Dustin Jacoby                | Decisión (unánime)                        | UFC 268                                       | 6 de noviembre de 2021   | 3     | 5:00   | Nueva York             | |
| Derrota       | 13-6 (1) | Roman Dolidze                | Decisión (dividida)                       | UFC on ESPN: Hermansson vs. Vettori           | 5 de diciembre de 2020   | 3     | 5:00   | Las Vegas, Nevada      | |
| Sin resultado | 13-5 (1) | Mike Rodríguez               | Sin resultado (anulado)                   | UFC Fight Night: de Randamie vs. Ladd         | 13 de julio de 2019      | 3     | 5:00   | Sacramento, California | Originalmente una victoria por decisión unánime para Allan; anulada después de que diera positivo por tamoxifeno. |
| Victoria      | 13-5     | Alexandre Silva              | TKO (puñetazos)                           | Future FC 6                                   | 28 de junio de 2019      | 2     | 1:33   | São Paulo              | |
| Derrota       | 12-5     | Vinicius Moreira             | Sumisión (estrangulamiento por triángulo) | Dana White's Contender Series Brazil 3        | 11 de agosto de 2018     | 2     | 3:40   | Las Vegas, Nevada      | |
| Victoria      | 12-4     | Edvaldo de Oliveira          | Sumisión (estrangulamiento del brazo)     | Imortal FC 8                                  | 7 de abril de 2018       | 3     | 2:38   | São José dos Pinhais   | |
| Victoria      | 11-4     | Rafael Monteiro              | TKO (puñetazos)                           | Imortal FC 7                                  | 11 de noviembre de 2017  | 2     | 1:08   | São José dos Pinhais   | |
| Derrota       | 10-4     | Adilson Costa Ferreira       | Decisión (unánime)                        | BFC: Maranhao vs. Curitiba                    | 16 de septiembre de 2017 | 3     | 5:00   | São Luís               | |
| Victoria      | 9-4      | Matheus Scheffel             | TKO (puñetazos)                           | Samurai FC / PFE 13                           | 11 de junio de 2016      | 1     | 4:36   | Curitiba               | |
| Derrota       | 8-4      | Michał Fijałka               | Sumisión (estrangulamiento por detrás)    | XCage 9                                       | 9 de abril de 2016       | 2     | 1:11   | Toruń                  | Por el Campeonato de Peso Ligero de XC.                                                                           |
| Victoria      | 8-3      | Alex Junius                  | TKO (puñetazos)                           | Show Fight 31                                 | 24 de marzo de 2016      | 1     | 0:00   | Curitiba               | Ganó el Campeonato del Torneo SF.                                                                                 |
| Victoria      | 7-3      | Rafael Monteiro              | TKO (retiro)                              | Show Fight 31                                 | 24 de marzo de 2016      | 2     | 5:00   | Curitiba               | Debut en el peso semipesado.                                                                                      |
| Derrota       | 6-3      | Thiago Florindo              | Sumisión (estrangulamiento del brazo)     | Frontline Fight Series 1                      | 19 de septiembre de 2015 | 2     | 0:00   | Curitiba               | |
| Victoria      | 6-2      | Leonardo Gosling             | TKO (puñetazos)                           | University of Champions 5                     | 27 de junio de 2015      | 1     | 1:18   | Curitiba               | |
| Victoria      | 5-2      | Bruno Marks                  | TKO                                       | Curitiba Top Fight 9                          | 1 de marzo de 2015       | 1     | 2:04   | Curitiba               | |
| Victoria      | 4-2      | Tassio Bomfim de Paula Souza | Sumisión                                  | Gladiator Combat Fight 8                      | 11 de octubre de 2014    | 1     | 1:55   | Curitiba               | |
| Victoria      | 3-2      | Leandro Frast                | TKO (puñetazos)                           | CES MMA 37                                    | 9 de agosto de 2014      | 1     | 1:15   | Curitiba               | |
| Derrota       | 2-2      | Rodrigo Jesus                | Decisión (unánime)                        | Samurai Fight Combat / Power Fight Extreme 10 | 30 de noviembre de 2013  | 3     | 5:00   | Curitiba               | |
| Victoria      | 2-1      | Marcio Telles                | Sumisión (gancho de talón)                | Impactotal Fight 4                            | 8 de junio de 2013       | 1     | 1:08   | Garça                  | |
| Victoria      | 1-1      | Cezar Alves                  | TKO (puñetazos)                           | Full Fight Combat                             | 15 de diciembre de 2012  | 1     | 3:40   | Venâncio Aires         | |
| Derrota       | 0-1      | Cesar Fabiano Rodrigues      | Sumisión (gancho de talón)                | Quality Fighting Championship                 | 15 de septiembre de 2012 | 1     | 0:48   | Araçatuba              | Debut en el peso medio.                                                                                           |